# Попов (Урюпинский район)
Попов — хутор в Урюпинском районе Волгоградской области России, в составе Ольшанского сельского поселения. Расположен на правом берегу реки Ольшанка. На хуторе имеется начальная школа
Население — 954 (2010)

## История
Дата основания не установлена. Первоначально относился к юрту станицы Котовской Хопёрского округа Земли Войска Донского (с 1870 года — Область Войска Донского). Предположительно основан во второй половине XIX века. Согласно Списку населённых мест Земли войска Донского по сведениям за 1859 год на хуторе проживали 121 мужчина и 124 женщины. По расположению на реке Ольшанка хутор также был известен как Ольшанский. Согласно переписи населения 1897 года на хуторе Поповском проживало 252 мужчины и 269 женщин. Большинство населения было неграмотным: грамотных мужчин — 59, женщин — 3.
Согласно алфавитному списку населённых мест Области Войска Донского 1915 года на хуторе проживало 263 мужчины и 280 женщин, имелись хуторское правление и приходское училище, земельный надел составлял 1267 десятин.
В 1921 году хутор был включён в состав Царицынской губернии. С 1928 года — в составе Урюпинского района Хопёрского округа (упразднён в 1930 году) Нижне-Волжского края (с 1934 года — Сталинградского края, с 1936 года Сталинградской области, с 1961 года — Волгоградской области).

## География
Хутор находится в лесостепи, на правом берегу реки Ольшанка (приток Хопра), напротив хутора Ольшанка, в пределах Хопёрско-Бузулукской равнины, являющейся южным окончанием Окско-Донской низменности. Центр хутора расположен на высоте около 90 метров над уровнем моря. В низине близ хутора произрастает ольховый лес. Почвы — чернозёмы обыкновенные. Почвообразующие породы — пески.
По автомобильным дорогам расстояние до областного центра города Волгоград составляет 330 км, до центра Урюпинска — 6 км.
Часовой пояс
Попов, как и вся Волгоградская область, находится в часовой зоне МСК (московское время). Смещение применяемого времени относительно UTC составляет +3:00.

## Население
Динамика численности населения по годам:
| 1859 | 1873 | 1897 | 1915 | 1987 | 2002 |
| ---- | ---- | ---- | ---- | ---- | ---- |
| 245  | 422  | 521  | 543  | ≈830 | 852  |

| 2010 |
| ---- |
| 954  |